# Volok

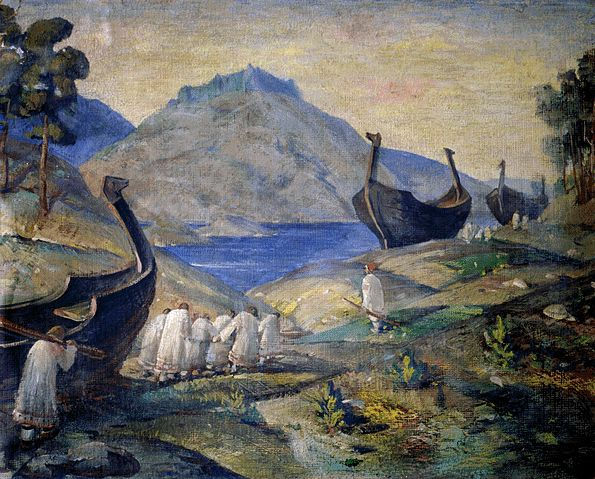
Nicolas Roerich. Volok, 1915. Route commerciale de la Volga.

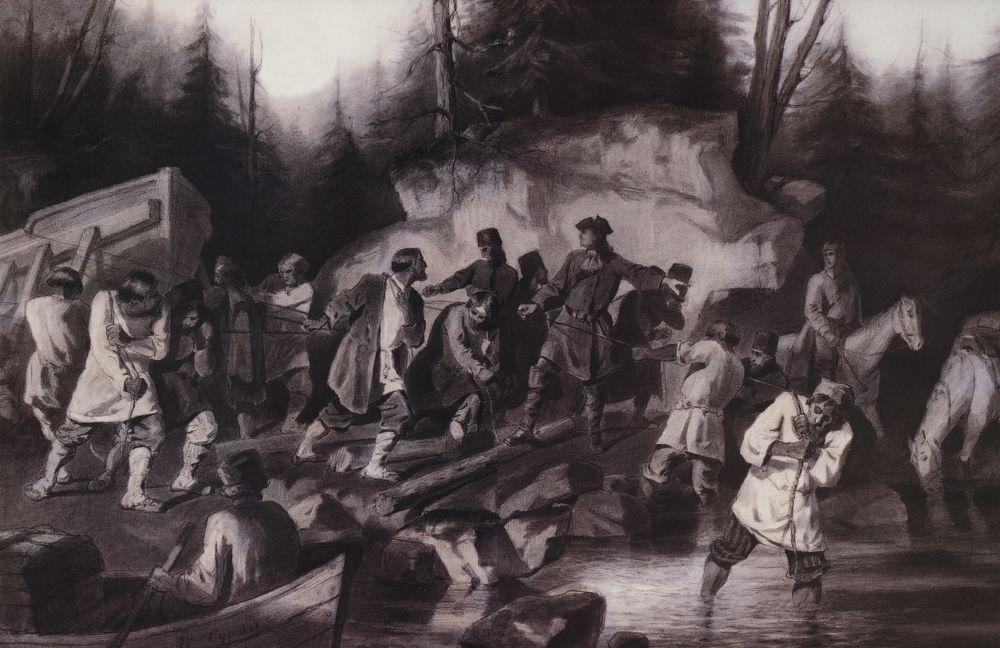
Route d'Osudarev. Les troupes de Pierre Ier le Grand traînant les frégates de la baie Onega de la mer Blanche au lac Onega pour ravir la forteresse de Noteburg aux Suédois

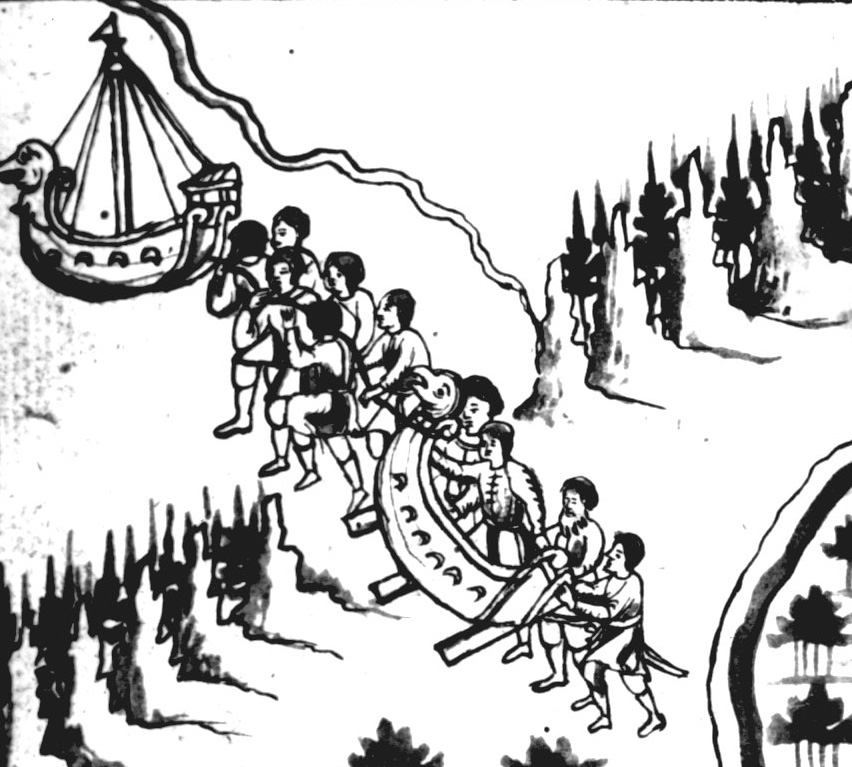
Cosaques (droujina) Ermak dans l'Oural, sur le portage de Tagil.

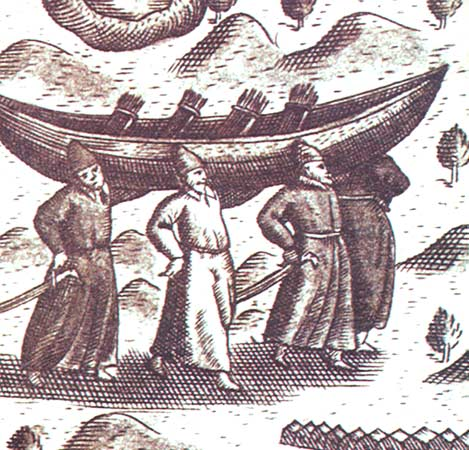
Transport d'une strug par des pêcheurs russes. Fragment d'une carte des environs de Kola tirée d'un ouvrage du voyageur néerlandais Jacob van Heemskerk.
XVIe siècle

Volok (translitération du russe : Во́лок), présent aussi dans les expressions « Perevoloka » (du russe : переволока), « Navolok » (du russe : Наволок) est en russe le mot pour « portage »; un morceau de terre émergée, généralement avec un seuil (aussi col, isthme) entre deux rivières (ou lacs, lagunes), à travers lequel les navires étaient traînés - « волоком » (volokom). De nombreuses villes russes comme Volokolamsk, Vyšne Voloček, Perevolosk (Переволоцкий (ru)), Voločisk dérivent du terme volok. 

## Significations de volok
Géographiquement parlant selon l'Encyclopédie Brockhaus et Efron, Volok a les significations suivantes : 1) un seuil entre deux rivières coulant dans des directions opposées ; 2) un portage (transport ou transfert) — transport de marchandises par voie sèche d'une rivière à une autre ; 3) des points frontaliers extrêmes (dans la Russie ancienne) et 4) de vastes zones boisées non peuplées.  
Toujours d'après l'encyclopédie, la superstition populaire considérait le Volok, lieu de portage, comme un lieu impur et maudit, où se trouvaient les tombes de coquins ou de bogatyrs maléfiques. Quiconque passait le volok était obligé de jeter en offrande des branches d'arbres, des pierres, du foin et, en un mot, tout ce qui était disponible, et plus encore c'était mieux. « Volok » au sens d'une zone ou d'une étendue forestière se trouve dans tout le nord de la Russie. La forêt le long de la rivière Ilet, qui se jette dans la Volga par le nord, légèrement au-dessus de Kazan, s'est appelé Volok d'Ilet. Utilisé dans ce dernier sens, Volk a donné son nom à de nombreux villages et villes, lacs et districts qui s'y trouvaient ou à proximité. Dans la nomenclature géographique actuelle, des lieux portant le nom de volok se trouvent dans l'espace allant des cours supérieurs de la Dvina occidentale, du Dniepr et de la Volga au nord de la Dvina ((два Волочка, Волоковое, Волочки, Волока, etc.), sur les côtés droit et gauche de la Volga (Волок-Ламский, Волокославинское, etc.)), et dans le bassin de la Dvina septentrionale (Подволочье et Волочки).

## Voloks, portages les plus célèbres de Russie
En Russie (ainsi qu'en Biélorussie et en Ukraine) - héritière de la Rus' de Kiev - les portages les plus célèbres sont utilisés entre les affluents de fleuves appartenant à des bassins hydrographiques différents. Les portages étaient le plus souvent situés dans les cours supérieurs des rivières à travers la ligne de partage des eaux entre deux bassins versants (seuil, col). Le portage a généralement choisi le site avec le parcours le plus court, et le plus pratique, pour traîner les lodias, monoxylon et autres bateaux sur la terre ferme, entre deux affluents suffisamment navigables. Des fortifications et même des villes dans de tels endroits étaient appelées ворота (Vorota (ru), « portes » ).
Les portages étaient largement utilisées dans les premiers stades de la civilisation. Mais c'était à cette époque l'un des « goulots d'étranglement » du transport par eau. Aujourd'hui, lorsque c'est économiquement réalisable, des canaux sont construits (bief de partage) en place des portages (par exemple, le canal de Corinthe remplaçant le Diolkos, ou le canal Don-Volga ou le canal de Vichni-Volotchok), ou les transports par eau et portage est logistiquement remplacé par d'autres modes de transport. Cependant, certaines des routes fluviales historiques sont encore utilisées sur certains sites touristiques, pour les excursions en kayak aléoute par exemple.
Smolenskiy
Smolenskiy (en russe : Смоленский) — entre les rivières Kasplia (affluent gauche de la Daugava, bassin de la mer Baltique) et le Dniepr (bassin de la mer Noire), sur la route commerciale des Varègues aux Grecs dans la région de Gnëzdovo (ru), à 14 km à l'ouest de Smolensk.
Novgorodsky
Novgorodsky (en russe : Новгородский), ou Vychny Volok (en russe : Вышний Волок) — volok entre les rivières Tsna (bassin de la mer Baltique, le Tsna se jette dans le lac Mstino qui se déverse dans le Msta, sous-affluent de la Neva, par le lac Ilmen, le Volkhov puis le lac Ladoga, la Neva se déverse dans la mer Baltique) et la Tvertsa (affluent gauche de la Volga, Bassin aralo-caspien la Volga se jette dans la mer Caspienne), duquel le nom de ville de Vychni Volotchek, dans l'oblast de Tver, a été tiré. Le portage sera remplacé par le canal de Vichni-Volotchok.
Nijniy Volok
Nijniy Volok (en russe : Нижний Волок, volok inférieur) — sur la rivière Msta, en contournant les rapides de Borovitchi - Ouver, Oudina, une chaîne de lacs au nord de Borovitchi et ramenée à Msta. Le portage s'appelait Нижним волоком (Nijnim volokom), portage inférieur, contrairement à Вышнего Волочка (Vychnego Volotchka), portage supérieur de Tvertsa à Tsna près de Vychny Volotchek. Le portage s'est terminé près du village en contrebas de Borovitchi, qui s'appelle Volok (ru) .
Dvinsky
Dvinsky (en russe : Двинский) — sur la route Zavolotsky, entre la Dvina septentrionale et les lacs du système Ladoga .

Anthony Jenkinson. Nova Absolutaque Russiae, Moscoviae et Tartariae descriptio, 1562. En 1562, le diplomate et voyageur anglais, premier ambassadeur plénipotentiaire d'Angleterre en Russie Anthony Jenkinson publie à Londres une carte de la Russie, de la Moscovie et de la Tartarie, désignant la place de Volgograd comme l'ancienne ville tartare de Meskhet (Meshet), actuelle Mechetnaia. Le volok entre le Don et la Volga est renseigné.

Volgodonskaya perevoloka
Volgodonskaya perevoloka (en russe : Волгодонская переволока, Volgodonskaya perevoloka, aussi volok Tsaritsynsky, en russe : Царицынский перево)  - entre le Don et la Volga sur le territoire de la région moderne de Volgograd, où Kamychine, Doubovka, Tsaritsyne, sur le Don Ilovlya et Kalatch ont concouru pour le transbordement de marchandises.  C'est une ancienne route commerciale et militaire, lieu d'un volok, sur lequel les marchandises et les navires étaient traînés à la main ou au moyen de transports à traction animale. Il a existé du 1er millénaire après J.-C. jusqu'en 1952, lorsque le Canal Don-Volga a commencé à effectuer des liaisons de transport entre les rivières.
Voljsky
Voljsky (en russe : Волжский) — près du village de Perevoloki, région de Samara, qui recoupe le méandre de la Volga autour des Monts Jigouli. Aujourd'hui, il est fréquenté par les touristes lors du tour du monde de Jigouli .
Volok na Lame
Volok na Lame (en russe : Волок на Ламе en russe : Волок Ламский) — voir. Volokolamsk - reliait le cours supérieur de la Volga (via ses affluents Chocha puis le Lama) avec la rivière Moscou (via ses affluents Rouza puis Volochnya).
Volok Slavensky
Volok Slavensky (en russe : Волок Славенский) — entre les affluents gauches de la Cheksna (se jette dans la Volga) et la rivière Porozovitsa (se jette dans le lac Koubenskoïe, d'où coule la rivière Soukhona, un affluent de la Dvina septentrionale, qui se jette dans la mer Blanche).
Iaouzskoïe mytichtche
Iaouzskoïe mytichtche (en russe : Яузское мытище) — volok de la Iaouza (un affluent de la rivière Moskova) à la Kliazma, d'où la ville de Mytichtchi tire son nom.